# Клаудия Мартин
Клаудия Мартин (на испански: Claudia Martín) е мексиканска актриса.

## Биография
Клаудия Мартин завършва специалност „Аудиовизуална комуникация“ в испанския университет „Карлос III де Мадрид“. След като се завръща в родината си, започва работа в Телевиса като дизайнер на костюми за продукциите на компанията.
През 2017 г. става популярна с теленовелата Влюбвам се в Рамон, продуцирана от Лусеро Суарес, и режисирана от Клаудия Елиса Агилар и Хорхе Роблес. Същата година получава първата си главна роля в теленовелата Без твоя поглед, продуцирана от Игнасио Сада Мадеро и режисирана от Ана Лорена Перес-Риос и Сандра Шифнер, където си партнира с Освалдо де Леон, Клаудия Рамирес и Едуардо Сантамарина.

## Филмография
- Игри на любов и власт (2025) – Лусиана Еспиноса
- Любовта няма рецепта (2024) – Пас Робле
- Да преодолееш вината (2023) – Палома Гаярдо Ривера
- Жени убийци (2022), епизод 7 – Адриана
- Богатите също плачат (2022) – Мариана Виляреал / Мариана Монтенегро
- Изгарящ огън (2021) – Мартина Ферер
- Като теб няма втори (2020) – Наталия Лира
- Доня Флор и нейните двама съпрузи (2019) – себе си
- Любов до смърт (2018/19) – Ева Карвахал
- Без твоя поглед (2017/18) – Марина Риос Сепауа / Марина Окаранса Арсуага
- Влюбвам се в Рамон (2017) – Андреа Медина Фернандес
- Мечта за любов (2016) – Аня Родригес
- Път към съдбата (2016) – Виктория Мехия Оканя
- Como dice el dicho (2015/16) – Лейла / Бренда
- Любовни капани (2015)

## Награди и номинации
Награди TVyNovelas (Мексико)
| Година | Категория                            | Теленовела         | Резултат   |
| ------ | ------------------------------------ | ------------------ | ---------- |
| 2019   | Най-добра актриса в отрицателна роля | Любов до смърт     | Печели     |
| 2018   | Най-добра млада актриса              | Влюбвам се в Рамон | Номинирана |